# Label Distribution Protocol
LDP (acrônimo para o inglês Label Distribution Protocol que significa Protocolo de Distribuição de Rótulos) é um protocolo que permite que roteadores se comuniquem através de MPLS para a troca informações sobre o mapeamento de rótulos. Dois roteadores com uma sessão já estabelecida são denominados LDP peers e trocam informações de forma bidirecional. O LDP é utilizado para criar e manter bancos de dados LSP que são utilizados para o encaminhamento de tráfego em redes MPLS.
O LDP pode ser utilizado para distribuir rótulos internos(VC/VPN/rótulos de serviço) ou rótulos externos(path label) dentro do MPLS. Para a distribuição de rótulos internos, a variação tLDP é utilizada.
As descobertas do LDP e tLDP executam na porta UDP 646 e a sessão é mantida na porta TCP 646. Durante a fase de descoberta, pacotes hello são enviados pela porta UDP 646 para 'todos os roteadores da subrede' através do endereço de grupo de multicast(224.0.0.2). Contudo, pacotes hello unicast são direcionados apenas a um endereço vizinho.

## LDP

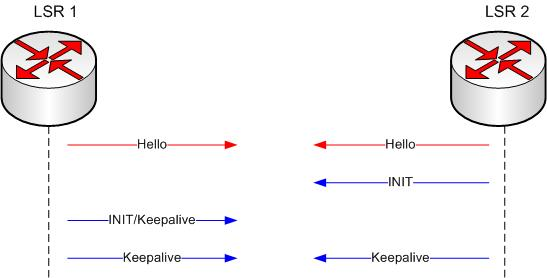
Fig. 1 - Sessão LDP estabelecida.

O LDP (Protocolo de Distribuição de Rótulos) é um protocolo definido pela IETF(RFC 5036) com o propósito de distribuir rótulos dentro de um ambiente MPLS. O LDP depente da informação de roteamento provida por um protocolo de roteamento interno para encaminhar os rótulos de pacote. O roteador através de uma FIB(RFC 3222) é responsável por determinar o caminho hop-by-hop(salto a salto) pela rede.
Ao contrário dos caminhos obtidos por engenharia de tráfego, que utilizam restrições e toras explicitas para estabelcer Label Switched Paths (LSPs) fim-a-fim, o LDP é utilizado apenas para sinalizar os caminho s(LSPs) de melhor custo/benefício.